# FTSE All-Share Index
Der FTSE All-Share Index (ehemals bekannt als FTSE Actuaries All-Share Index) ist ein britischer Aktienindex. Er bildet etwa 600 der knapp 2.000 Unternehmen der London Stock Exchange (LSE) ab. Aufgelegt und errechnet wird der Index von FTSE Russel – einer Tochterfirma der London Stock Exchange Group.
Er besteht aus und beinhaltet alle Bestandteile des FTSE 100 Index, dem FTSE 250 Index und dem FTSE Small Cap Index.
Der Index wurde 1962 aufgesetzt und fungierte damals unter seinem ursprünglichen Namen.
Per Ende 2024 waren im Index 554 Unternehmen enthalten.